# Gregory Kelley (patinage artistique)
Pour les articles homonymes, voir Kelley.
Gregory Eric Kelley, né le 19 mai 1944 à Newton (Massachusetts) et mort le 15 février 1961 à Berg (Province du Brabant flamand en Belgique), est un patineur artistique américain, vice-champion des États-Unis en 1961. Il meurt lors de la catastrophe aérienne du vol 548 Sabena.

## Biographie

### Carrière sportive
Gregory Kelley est le plus jeune de six frères et sœurs. Son père est Vincent Kelley, chirurgien à Boston. Gregory Kelley commence à patiner à l'âge de huit ans après avoir suivi un programme d'apprentissage du patinage au club de patinage de Boston où il s'entraîne à la fin de sa vie avec Montgomery Wilson.
Gregory Kelley remporte le titre junior aux Championnats américains de 1959, avant de devenir vice-champion national en 1961 derrière Bradley Lord. Il représente son pays aux mondiaux de 1960 à Vancouver, après que les trois meilleurs patineurs américains (David Jenkins, Tim Brown et Robert Brewer) aient sauté l'événement après les Jeux olympiques d'hiver de 1960, ainsi qu'aux championnats d'Amérique du Nord de 1961 à Philadelphie où il obtient une médaille de bronze.
Mis à part sa carrière sportive, l'ambition de Gregory Kelley est d'être médecin comme son père. Mais en route pour les mondiaux de 1961 prévus à Prague, son avion s'écrase près de Bruxelles, en Belgique, tuant tous les passagers. Il a 16 ans. Sa sœur Nathalie, 28 ans, est également tuée dans l'accident.

### Hommage
Gregory Kelley est intronisé au Temple de la renommée du patinage artistique américain en 2011.

## Palmarès
| Compétition                                                                                            | 1960 | 1961 |
| Jeux olympiques d'hiver                                                                                |      |      |
| Championnats du monde                                                                                  | 9e   | CA   |
| Championnats d'Amérique du Nord                                                                        |      | 3e   |
| Championnats des États-Unis                                                                            | 5e   | 2e   |
| Légende : CA = Championnats du monde 1961 annulés à cause de la catastrophe aérienne du vol 548 Sabena |      |      |